# Reesdorf (Möckern)

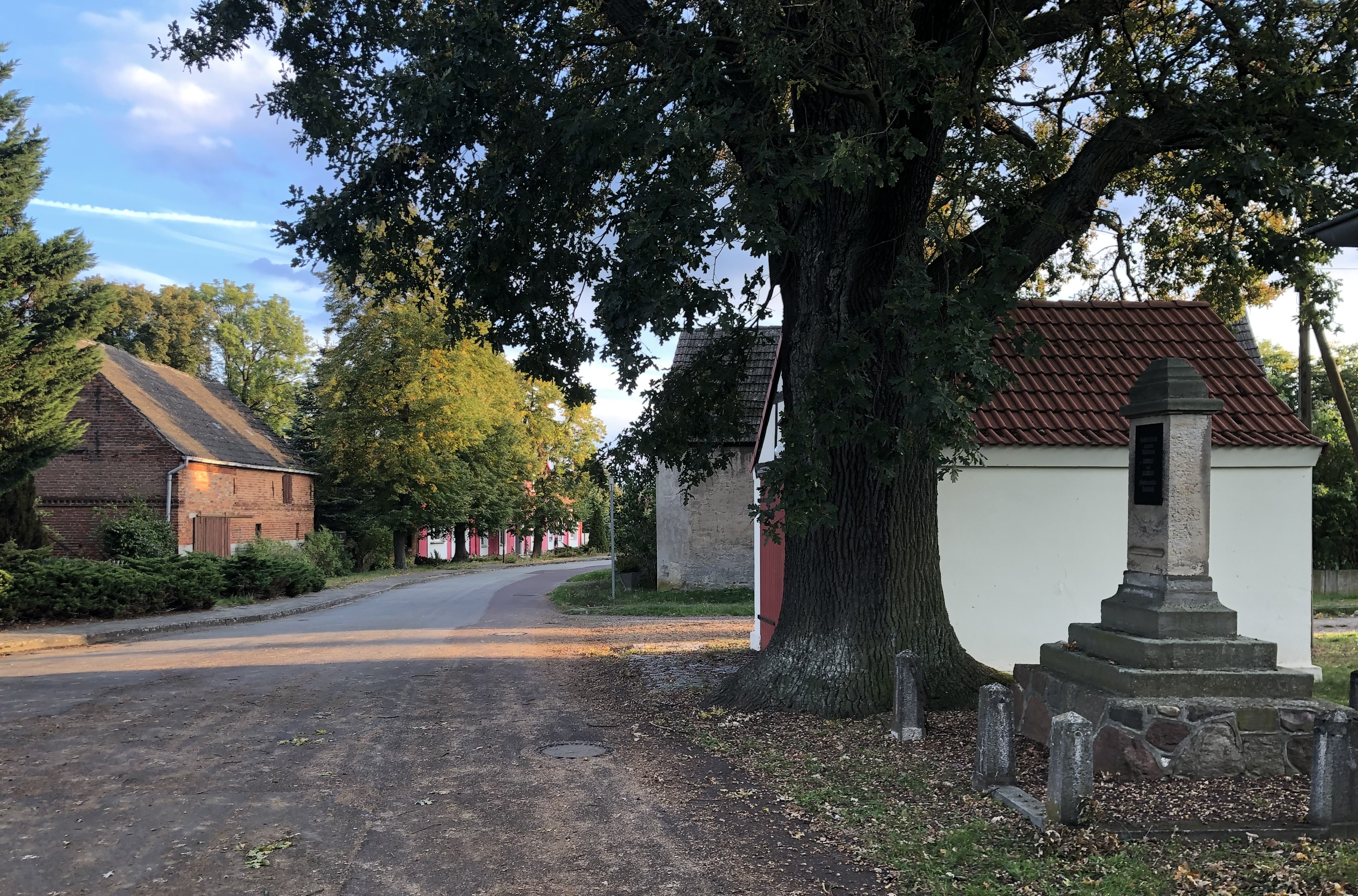
Blick durch die Dorfstraße nach Süden, Kriegerdenkmal mit Friedenslinde

Reesdorf (bis 1930 Räsdorf) ist eine Ortschaft und ein Ortsteil von Möckern im Landkreis Jerichower Land in Sachsen-Anhalt.

## Geographie
Reesdorf liegt ca. 18 km südlich von Genthin.

## Geschichte
Urkundlich wurde Reesdorf das erste Mal 1420 erwähnt. Am 17. Januar 1930 wurde "Räsdorf" in Reesdorf umbenannt. Die ehemals selbständige Gemeinde wurde am 2. Juli 2009 nach Möckern eingemeindet.
In der Ortsmitte befindet sich das Kriegerdenkmal Reesdorf.

## Politik

### Bürgermeister
Ortsbürgermeister ist Robert Waldmann.

### Wappen
Das Wappen wurde am 31. Januar 2008 durch den Landkreis genehmigt.
Blasonierung: „In Gold zwei grüne Tannen aus einem mit einer goldenen Krone belegten grünen Schildfuß wachsend, zwischen den Wipfeln pfahlweise zwei Schilde, im oberen in Silber ein goldbewehrter roter Adler, der untere Rot über Silber geteilt.“
Das Wappen wurde vom Kommunalheraldiker Jörg Mantzsch gestaltet.

### Flagge
Die Flagge ist grün - gelb (1:1) gestreift (Querform: Streifen waagerecht verlaufend, Längsform: Streifen senkrecht verlaufend) und mittig mit dem Wappen belegt.

## Verkehr
Zur Bundesstraße 107, die Genthin mit Wiesenburg/Mark verbindet, sind es in nördlicher Richtung etwa sieben Kilometer. Die Bundesautobahn 2 mit der Anschlussstelle Ziesar (76) wird in acht Kilometern erreicht.